# Dyrines ducke
Dyrines ducke là một loài nhện trong họ Trechaleidae.
Loài này thuộc chi Dyrines. Dyrines ducke được J. E. Carico & E. L. C. Silva miêu tả năm 2008.